# Ixodes lasallei
Ixodes lasallei este o specie de căpușe din genul Ixodes, familia Ixodidae, descrisă de Méndez Arocha și Ortiz în anul 1958. Conform Catalogue of Life specia Ixodes lasallei nu are subspecii cunoscute.